# Натко Зрнчић-Дим
Натко Зрнчић-Дим (хрв. Natko Zrnčić-Dim) је хрватски алпски скијаш. Члан је СК Медвешчак.
Један је од четворо хрватских скијаша који имају пласман међу прва три у Светском купу, то је остварио четири пута. Први пут је био на постољу у Вал д'Изеру, 3. фебруара 2008. када је био трећи у суперкомбинацији. У Кицбилу 2009. године је опет био трећи у комбинацији.
Своје прве бодове у Светском купу остварио је на истом скијалишту, такође у суперкомбинацији, 11. децембра 2005. када је био 24. Први пласман у првих 10 забележио је у Венгену 11. јануара 2008. (9. место у суперкомбинацији). Осим у суперкомбинацији и комбинацији, Натко има бодове и у слалому.
Дана 9. фебруара 2009, на Светском првенству у Вал д'Изеру, освојио је бронзану медаљу у комбинацији, иза Норвежанина Аксела Лунда Свиндала и Француза Жилијена Лизеруа, па је тиме постао други хрватски скијаш, уз Ивицу Костелића, који је освојио медаљу на Светском првенству.

#### Пласмани Натка Зрнчића у Светском купу по сезонама
| Година   | Година   | Генерално | Генерално | Спуст   | Спуст  | Слалом  | Слалом | Велеслалом | Велеслалом | Супервелеслалом | Супервелеслалом | Комбинација | Комбинација |
| -------- | -------- | --------- | --------- | ------- | ------ | ------- | ------ | ---------- | ---------- | --------------- | --------------- | ----------- | ----------- |
| Година   | Година   | Пласман   | Бодови    | Пласман | Бодови | Пласман | Бодови | Пласман    | Бодови     | Пласман         | Бодови          | Пласман     | Бодови      |
| 2005/06. | 2005/06. | 137       | 7         | -       | -      | -       | -      | -          | -          | -               | -               | 44          | 7           |
| 2006/07. | 2006/07. | 135       | 10        | -       | -      | -       | -      | -          | -          | -               | -               | 42          | 10          |
| 2007/08. | 2007/08. | 58        | 137       | 46      | 13     | -       | -      | -          | -          | -               | -               | 8           | 124         |
| 2008/09. | 2008/09. | 59        | 134       | 45      | 11     | -       | -      | -          | -          | -               | -               | 9           | 112         |
| 2009/10. | 2009/10. | 38        | 199       | 30      | 52     | 48      | 13     | -          | -          | 48              | 7               | 7           | 127         |
| 2010/11. | 2010/11. | 71        | 110       | 46      | 14     | -       | -      | -          | -          | -               | -               | 9           | 96          |
| 2011/12. | 2011/12. |           |           |         |        | -       | -      | -          | -          | -               | -               | 10          | 102         |